# 오야하나역
오야하나역(일본어: 親鼻駅, おやはなえき)은 일본 사이타마현 지치부군 미나노정에 있는 지치부 철도 지치부 본선의 역이다.

## 역 구조
혼합식 승강장 2면 3선의 지상역으로 업무 위탁역이다(관리역: 요리이역).
역무원 근무 시간은 평일의 월, 수, 금요일은 7:30 ~ 14:30, 평일의 화,목요일은 9:00 ~ 16:00, 주말은 8:00 ~ 16:00이다.
3번 선은 주로 화물이 대피 등에서 사용된다.

### 승강장
| 1 | ■ 지치부 선 | 나가토로・요리이・구마가야・교다시・하뉴 방면                            |
| 2 | ■ 지치부 선 | 지치부・미쓰미네구치・ ■지치부 선 직통 한노・도코로자와・이케부쿠로 방면 |

## 역 주변
- 국도 제140호선
- 사이타마 현도 37호 미나노료카미아라카와 선
- 사이타마 현도 205호 오야하나 정차장선
- 아라카와강
  - 오야하나 다리
  - 아라카와 교량(오야하나 철교)
  - 오야하나 다리 가와라
- 미나노 정립 미나노 중학교
- 미나노 정립 미나노 초등학교

## 역사
- 1914년 10월 27일: 영업 개시.

## 인접역
| 지치부 철도 ■ 지치부 본선 | 지치부 철도 ■ 지치부 본선 | 지치부 철도 ■ 지치부 본선 |
| ------------------------- | ------------------------- | ------------------------- |
| 가미나가토로 하뉴 방면    | 보통                      | 미나노 미쓰미네구치 방면  |